# Período perinatal
O período perinatal da gravidez humana decorre entre as 22 semanas completas (154 dias; 5 meses e meio) e os 7 dias completos após o nascimento.